# Dabbawala
Dabbawala (eller dabbawalla, dabbawallah marathi डब्बावाला, bogstavelig talt, bogperson; kaldes også tiffin wallah) er en person i den indiske by Mumbai, som arbejder med distribution af fersk mad i madpakker til kontoransatte. Logistiksystemet knyttet til distributionen er anset som en af verdens mest effektive. 
Dabbawalavirksomheden er organiseret uden nogen avanceret teknologi involveret. Dabbawalaerne er organiserede i kollektiver. Hver dag (2008) leveres ca. 175 000 – 200 000 måltider, og den årlige vækst har de sidste år været på 5-10 procent. 
- Wikimedia Commons har flere filer relateret til Dabbawala

| Job | Spire Denne artikel om et job eller en stillingsbetegnelse er en spire som bør udbygges. Du er velkommen til at hjælpe Wikipedia ved at udvide den. |